# 国民健康保険久万高原町立病院
国民健康保険久万高原町立病院（こくみんけんこうほけんくまこうげんちょうりつびょういん）は、上浮穴郡久万高原町久万にある公立病院。

## 沿革
- 1947年4月 - 久万町国民健康保険久万厚生病院として開院。（現在、NTT跡地ー久万町誌）
- 1959年3月 - 町村合併により国民健康保険久万町立病院と改称。
- 1960年
  - 3月 - 父二峰診療所を統合。
  - 4月 - 現在地へ新築移転。
  - 9月 - 畑野川・直瀬診療所を統合。
- 1962年1月 - 普通病棟･看護婦宿舎･医師住宅を新築。
- 1963年3月 - 診療所との統合を廃止し会計を分離。
- 1964年4月 - 地方公営企業法の一部適用を実施。
- 1974年12月 - 歯科を開設。
- 1984年6月 - 救急病院告示。
- 1998年
  - 4月 - 窓口業務･会計業務を外部委託。
  - 7月 - 老人保健施設を併設。
- 1999年2月 - 療養型病床群設置。
- 2000年
  - 4月 - 医薬分業を開始。
  - 10月 - 結核病棟を廃止。食堂談話室を設置。
- 2003年
  - 3月 - 産婦人科･耳鼻咽喉科を廃止、リハビリテーション科を設置。
  - 10月 - 患者送迎を開始。
- 2004年8月 - 町村合併により、国民健康保険久万高原町立病院となる。
- 2005年4月 - 居宅介護支援事業所（在宅支援センター）を設置。歯科保健センターを設置。
- 2007年4月 - 整形外科を開設。
- 2009年5月 - 愛媛大学医学部が地域サテライトセンターを設置[1]。
- 2010年
  - 4月 - 心療内科を開設。
  - 7月 - 精神科を開設。
- 2016年12月 - 電子カルテを導入。

## 診療科目
- 内科
- 外科
- 整形外科
- リハビリテーション科
- 小児科
- 眼科
- 歯科･心療内科・精神科